# Uncertain (Teksas)
Uncertain je grad u američkoj saveznoj državi Teksas. Prema popisu stanovništva iz 2010. u njemu je živjelo 94 stanovnika.